# Kiskárolyfalva
Kiskárolyfalva, 1911-ig Károlyfalva (románul: Moldovița, 1924-ig Carlsdorf, népiesen Ștaier, németül: Karlsdorf vagy Steierdorf) falu Romániában, a Bánságban, Krassó-Szörény megyében.

## Fekvése
Újmoldovától tíz kilométerre északkeletre, a Moldovița hegy alatt, erdőtől körülvett irtásfalu. Az Újmoldovára vezető út csak félig aszfaltozott.

## Története
1773-ban az akkor Pojana Moldovicza-ként írt irtáson az újmoldovai bányaigazgatóság alapította tíz háznépnyi stájerországi erdőmunkással, Steierdorf néven. Két évvel később Lotaringiai Károly tiszteletére hivatalosan felvette a Karlsdorf nevet, bár lakói németül általában továbbra is Steierdorf-ként, románul Ștaier-ként emlegették. (A tükörfordítással létrehozott magyar Károlyfalva név először a magyar korona országainak 1877-es helységnévtárában tűnt fel.) 1780-ban Radimnáról bufán (olténiai eredetű román) szénégetők és favágók költöztek be, és a század végéig még ausztriai és tiroli németek, Versec környéki svábok és franciák is érkeztek. 1817-ben az éhínség elől húsz alföldi magyar család is betelepült, azonban nagy részük hamar szétszéledt a környéken, főként Alibégre költöztek. A 19. század második negyedében az újmoldovai bányák kitermelése csökkent, kevesebb bányafára volt szükségük, emiatt római katolikus lakossága lassanként elszállingózott. 1858-ban, amikor megszűnt iskolája, még harmincöt magyar lélek és öt német és francia család lakta. Iskola csak 1929-ben nyílt megint, akkor már a helyben maradt román lakosság számára.
1880-ban 238 lakosából 221 volt román, 8 német és 9 egyéb nemzetiségű, 231 ortodox és 7 római katolikus vallású.
1992-ben 333 román nemzetiségű lakosából 194 volt ortodox és 134 baptista.